# Monorail Moskau
Die Monorail Moskau (russisch Московская монорельсовая транспортная система / Moskowskaja monorelsowaja transportnaja sistema und ab 2015 Московский монорельс / Moskowski monorels) war eine rund fünf Kilometer lange Einschienen-Hochbahn mit sechs Stationen in der russischen Hauptstadt Moskau. Sie verband die Gegend nahe dem Allrussischen Ausstellungszentrum mit den Metrostationen VDNHa (Linie 6), Fonwisinskaja (Linie 10) und Timirjasewskaja (Linie 9). Die Einschienenbahn war als Linie 13 in das Streckennetz der Moskauer U-Bahn integriert.
Die Moskauer Einschienenbahn war die einzige zweigleisige, nicht ringförmige Sattelbahn im öffentlichen Personennahverkehr der Welt, die im Einrichtungsbetrieb und damit zwischen zwei Wendeschleifen betrieben wurde.

## Geschichte

### Vorprojekte
In den 1970er Jahren wurde in der Sowjetunion die Entwicklung einer Magnetschwebebahn vorangetrieben. Dabei setzte man auf einen Antrieb durch einen Linearmotor, während der Schwebezustand mit Permanentmagneten erreicht werden sollte. Der hauptsächliche Grund für den Einsatz von Permanentmagneten war, dass damit ein Schwebefeld ohne weitere Energiezufuhr erzeugt werden kann. Als mögliche Streckenführung war damals bereits ein Zubringer für die Moskauer Flughäfen in Gespräch und ebenso eine Alternative zur geplanten Metro in der Stadt Almaty in Kasachstan. Die bei den Fahrten mit einem bereits vollausgestatteten Prototypen ТП-01 auf einer Versuchsstrecke von 200 Metern gewonnenen Erkenntnisse ließen die Konstrukteure allerdings an der Verwendbarkeit von Permanentmagneten zweifeln.
In der Folge entschied man sich bei der Weiterentwicklung der Magnetschwebebahn für eine Konstruktion mit einem elektromagnetischem Schwebesystem. Der Antrieb sollte weiterhin mit einem Linearmotor erfolgen. Ein entsprechender Prototyp ТП-05 mit 18 Sitzplätzen wurde seit Anfang der 80er Jahre entwickelt und gebaut. Die Kabine besteht vollständig aus Aluminium und besaß ursprünglich zwei Fahrstände. ТП-05 kam aber nur auf der mittlerweile 850 Meter langen Versuchsstrecke zum Einsatz, da der Einbruch der sowjetischen Staatswirtschaft während der Perestroika abrupt das bereits sehr weit gediehene Projekt beendete. Der Prototyp steht heute noch in Ramenskoje (Moskauer Oblast) auf dem Gelände der Firma ОАО ИНЦ «ТЭМП», die die Entwicklung von Magnetschwebebahnen für Gütertransporte unter privatwirtschaftlichen Bedingungen weitergeführt hat.

### Bau der Einschienenbahn

Logo

Die Entscheidung zur Errichtung dieses für Moskau bis dahin völlig neuen Verkehrsmittels fiel im Rahmen der Bewerbung Moskaus als Ausrichter der Expo 2010. Als später nicht Moskau, sondern Shanghai den Zuschlag erhielt, war die Monorail bereits im Bau, den man fortzuführen beschloss. Außerdem wollte die Stadt Moskau dieses Verkehrsmittel als eine Möglichkeit der besseren Anbindung der internationalen Flughäfen Moskaus an das Stadtzentrum testen. Ursprünglich war eine 8,6 Kilometer lange Strecke vom Bahnhof Timirjasewskaja bis zum Botanischen Garten geplant.
Im August 2001 begannen die ersten Arbeiten an der Fonvizin-Straße und am 22. September wurde ein Proberahmen für die erste Fahrwegstütze installiert. Am 2. Februar 2002 wurde der Straßenbahnverkehr vom Südeingang des Ausstellungszentrum nach Ostankino eingestellt und von März bis Juni wurde der Streckenbau über die Straßenbahngleise in der Akademika-Korolev-Straße errichtet. Im Juni begannen die Arbeiten zum Bau der ersten Station an der Akademiker-Korolev-Straße. Am 15. Oktober wurde der Straßenbahnverkehr auf der Strecke Ausstellungszentrum-Ostankino wieder aufgenommen. Im Dezember waren auf der gesamten Streckenlänge Stützen errichtet und fast überall die Fahrwegbalken verlegt. Die Baustellen aller Bahnhöfe wurden sichtbar. Im April 2003 wurde mit dem Bau des Endstation Timirjazevskaja mit der Verlegung von Trägern und dem Bau der Weiche begonnen. Am 11. November erhielt die Endstation am Ausstellungszentrum MMTS den neuen Namen Uliza Sergeja Eisensteina. Im November 2003 befanden sich die meisten Bahnhöfe in der Fertigstellung, alle Fahrbalken waren verlegt und im Dezember begann das Einfahren des ersten Rollmaterials. Die für Anfang Februar 2004 geplante Eröffnung der Linie wurde auf den 23. Februar verschoben. Bei einer Probefahrt kam es am 21. Februar zu einem Unfall, als ein Zug im Bereich der Akademiker-Korolov-Straße etwa 15 Meter der Stromschiene abriss. Eine weitere Verschiebung wurde angekündigt. Im Mai wurden drei Züge auf der Strecke getestet, die Eröffnung wurde ohne öffentliche Erklärung der Gründe erneut verschoben. Am 11. November 2004 wurden alle Arbeiten nach etwa dreijähriger Bauzeit für abgeschlossen erklärt und der Chef der Metro Moskau, Dmitry Gaev, stellte am selben Tag die Einschienenbahn den Medien vor. Neun Tage später begann der Passagierbetrieb, anfangs als Probebetrieb mit nur einem Triebwagen und Einstiegsmöglichkeit nur an den Endstationen.

## Strecke
Die Moskauer Monorail bestand aus einer einzigen Linie mit sechs Haltepunkten. Die gesamte Anlage befand sich in Hochlage auf einem Viadukt. Die Station Uliza Akademika Koroljowa hatte pro Fahrtrichtung je einen Seitenbahnsteig, die restlichen Bahnhöfe waren mit Mittelbahnsteigen ausgestattet.
| Bild | Name transkribiert / Name original                 | Stadtplan                         | Anmerkungen |
| ---- | -------------------------------------------------- | --------------------------------- | --- |
|      | Timirjasewskaja Тимирязевская                      | 55° 49′ 08,0″ N, 037° 34′ 44,0″ O | Endstation mit Wendeschleife; Übergang zu Timirjasewskaja (Metrolinie 9) und zu Vorortzügen                                                |
|      | Uliza Milaschenkowa Улица Милашенкова              | 55° 49′ 18,0″ N, 037° 35′ 28,0″ O | Übergang zu Fonwisinskaja (Metrolinie 10 /Фонвизинская); Name bedeutet „Milaschenkow-Straße“                                               |
|      | Telezentr Телецентр                                | 55° 49′ 18,0″ N, 037° 36′ 32,0″ O | Name bedeutet „Fernsehzentrum“; Ausgang zum Technischen Fernsehzentrum und zum Fernsehturm Ostankino                                       |
|      | Uliza Akademika Koroljowa Улица Академика Королёва | 55° 49′ 18,0″ N, 037° 37′ 37,0″ O | Name bedeutet „Straße des Akademiemitglieds Koroljow“                                                                                      |
|      | Wystawotschny Zentr Выставочный центр              | 55° 49′ 26,0″ N, 037° 38′ 18,0″ O | Name bedeutet „Ausstellungszentrum“; Ausgang zur Ausstellung der Errungenschaften der Volkswirtschaft und zur Metrostation WDNCh (Linie 6) |
|      | Uliza Sergeja Eisensteina Улица Сергея Эйзенштейна | 55° 49′ 45,0″ N, 037° 38′ 41,0″ O | Name bedeutet „Sergei-Eisenstein-Straße“; Endstation mit Wendeschleife, dahinter ein Depot für die Züge                                    |

## Technik
Es fand das mittlere Einschienenbahnsystem P30 des schweizerischen Schienenfahrzeugbauers Intamin Verwendung. Hierbei verkehren die Fahrzeuge auf einem in sechs Metern Höhe gebauten Fahrweg, dessen typischer Säulenabstand 30 Meter beträgt, einen minimalen Kurvenradius von 20 Metern aufweist und eine Steigfähigkeit bis 10 % besitzt. Das System hat bei einer Höchstgeschwindigkeit von 80 km/h je nach Zuglänge eine Kapazität von bis zu 15.000 Personen je Stunde und Richtung.
Für die Monorail Moskau war das P30 auf eine Beförderungskapazität von maximal 6.000 Passagiere/Stunde/Richtung ausgelegt, die maximale Steigung der Strecke betrug 7 %. Für zweigleisige Sattelbahnen ungewöhnlich war die Auslegung auf Einrichtungsbetrieb, sodass die Züge an den Endstationen über dahinter liegende Kehrschleifen gewendet wurden. Dies ist bei Einschienenbahnen ansonsten nur noch bei der Hängebahn Wuppertaler Schwebebahn der Fall.

## Fahrzeuge

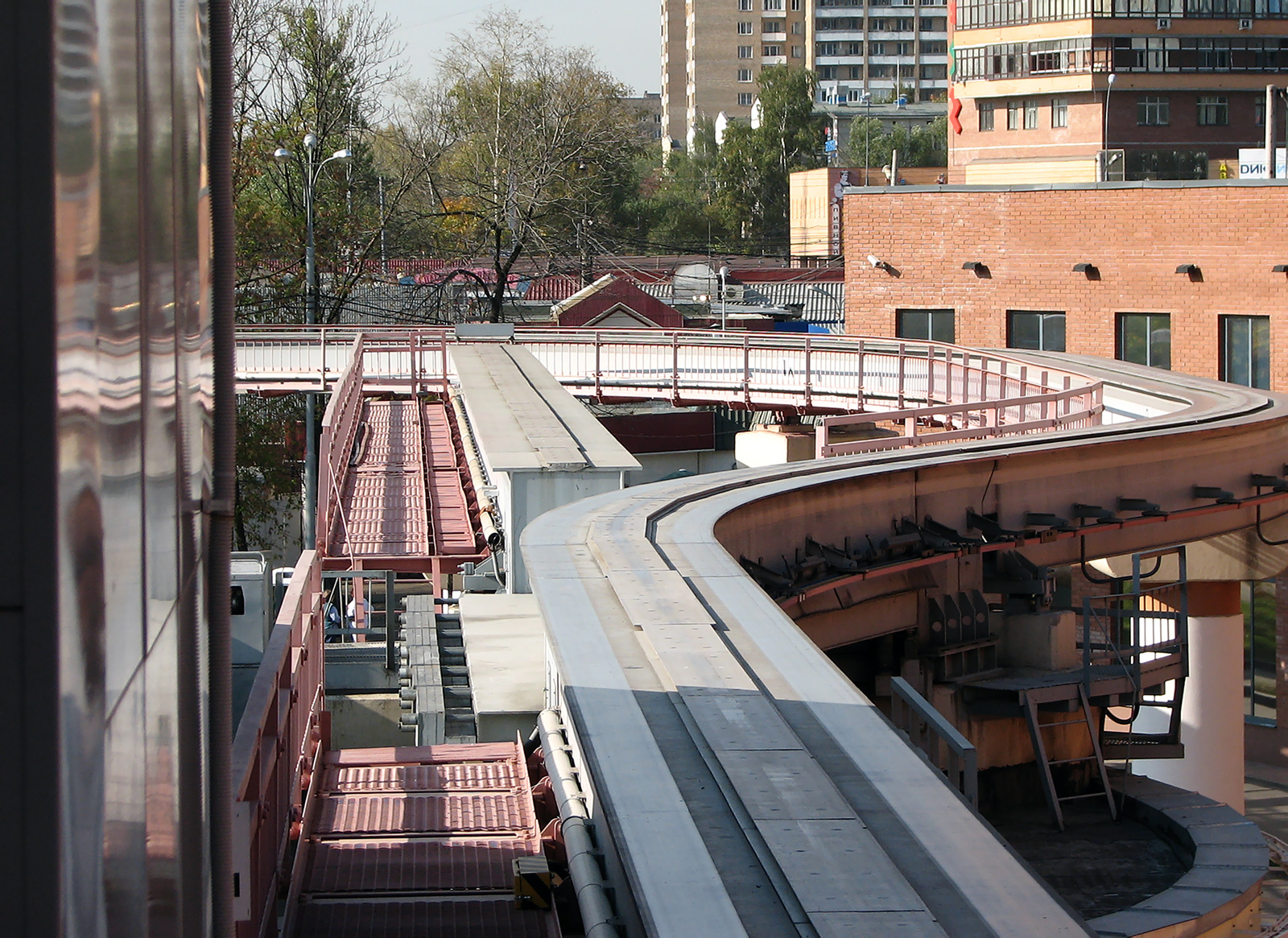
Abstellgleis in der Wendeschleife nach der Endstation Timirjasewskaja

Die Züge der Einschienenbahn Moskau sind sechsteilige Triebzüge von Intamins Typ P30/210. Sie bieten bei 34,5 Metern Länge und 2,3 Metern Breite mit 44 Sitzen Platz für insgesamt 210 Passagiere. Die Zuggarnituren werden über 600 Volt Gleichstrom versorgt und treiben damit asynchrone Linearmotoren mit einer Zugkraft von 7,5 Kilonewton an. Damit erreichen sie eine maximale Geschwindigkeit von 60 km/h. Die Züge sind standardmäßig mit Automatic Train Control sowie Klimaanlage und hier aufgrund der winterlichen Wetterbedingungen zusätzlich mit Heizung ausgestattet. Die Züge haben beidseitig jeweils sechs Türen, sodass im hiesigen Einrichtungsbetrieb sowohl außen als auch innen liegende Bahnsteige möglich sind.
Der Wagenpark umfasst einen Bestand von insgesamt zehn Zügen. Für diese gibt es ein Abstellgleis an der Endstation Timirjasewskaja sowie am nördlichen Streckenende eine Gleisschleife, die durch die Werkstatthalle und das Hauptzugdepot führt und noch hinter der eigentlichen Wendeschleife liegt.

## Betrieb
2006 fuhren auf der fünf Kilometer langen Linie zwei Züge täglich von 8 bis 20 Uhr in ungefähr 25-minütigem, unregelmäßigem Takt. Außerdem war an einigen der Haltestellen nur der Ausstieg, nicht aber der Einstieg möglich. Ab 10. Jnuar 2008 wurde der Takt verdichtet, die Betriebszeit auf 7–23 Uhr ausgeweitet und die Fahrpreise gesenkt, woraufhin sich die täglichen Fahrgastzahlen verdreifachten. Fuhren davor im Mittel etwa 1.710 Passagiere pro Tag, waren es in der ersten Betriebswoche 5.410 Fahrgäste täglich. Ende Januar 2010 waren es dann 5.700 bis 6.200 täglich, an Wochenenden bis 7.000 Passagiere. Im Gesamtjahr 2014 wurden 5,6 Millionen Fahrgäste befördert, im Mittel gut 15.300 pro Tag. Diese Zahlen sanken im Zeitraum Januar mit September 2015 auf 12.820 täglich und gingen im selben Zeitraum 2016 nochmals um 14 Prozent auf 10.990 Passagiere pro Tag zurück. Grund hierfür waren die Eröffnung des Moskauer Zentralrings sowie die Verlängerung der Metro-Linie 10 um drei Stationen. In den folgenden Jahren gingen die Fahrgastzahlen kontinuierlich zurück.
Die Fahrtzeit für die gesamte Strecke betug etwa 17 Minuten.
Anfangs kostete eine Einzelkarte 50 Rubel (umgerechnet 1,45 Euro). Seit 10. Januar 2008 galten für die Monorail dann die gleichen Fahrpreise wie für die Metro und es waren 19 Rubel (umgerechnet 0,52 Euro) für eine Einzelfährt fällig. Darüber hinaus konnten Monatskarten mit maximal 70 Fahrten für 600 Rubel sowie ermäßigte für Studierende und Rentner für 180 Rubel erworben werden. Ab 2010 kostete eine Fahrt dann 26 Rubel (umgerechnet 0,68 Euro).

## Stilllegung

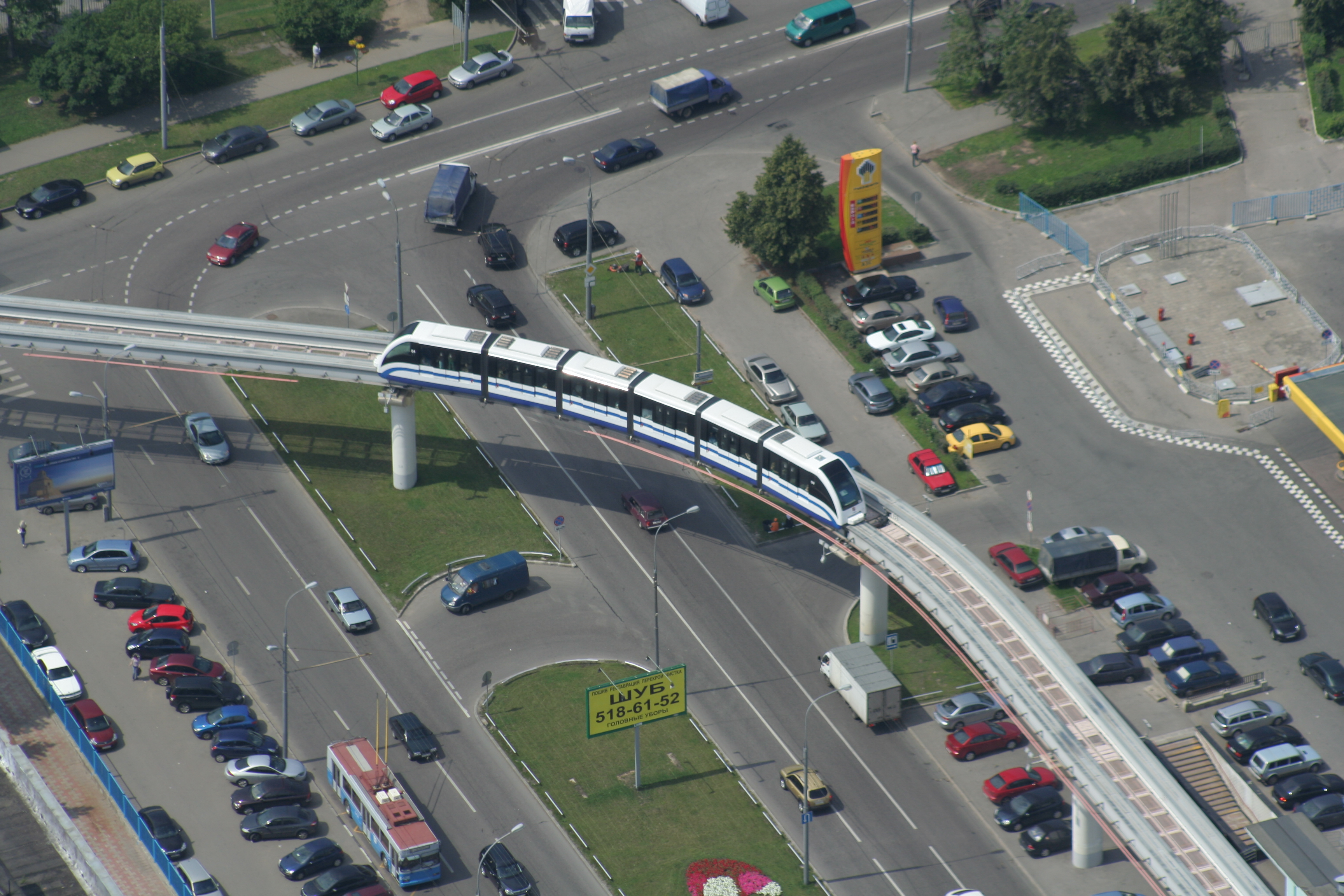
Blick auf die Monorail vom Fernsehturm Ostankino

Die Rentabilität der Bahn war bereits seit Längerem zweifelhaft. Sie wurde anfangs nur von einigen hundert Fahrgästen täglich genutzt, was insofern nicht verwundert, als die Monorail-Züge mitunter kaum schneller sind als die etwa parallel verkehrende Straßenbahn. Die Planung weiterer Monorail-Strecken in Moskau wurde daher kurz nach Inbetriebnahme der ersten Strecke zurückgestellt und später aufgegeben. Auch die ursprünglich angestrebte Verbindung zu den Moskauer Flughäfen wurde verworfen, zumal diese ohnehin bereits an das Eisenbahnnetz angebunden wurden. Die Moskauer Monorail war so eher eine touristische Attraktion mit Nutzungsschwerpunkt am Wochenende als ein integraler Bestandteil des ÖPNV, auch wenn die Fahrgastzahlen zwischenzeitlich gegenüber der Anfangsphase des Betriebs deutlich gesteigert werden konnten.
Im September 2015 wurden erstmals Pläne zur Stilllegung der Monorail bekannt, wobei ein Teil der Hochbahnstrecke umgebaut und für eine neue Straßenbahn-Verbindung genutzt werden sollte. 2018 kursierten erste Pläne, anstelle der Monorail einen Park in der Höhe nach dem Vorbild der Coulée verte René-Dumont in Paris oder dem High Line Park in New York zu schaffen. 2020 wurde berichtet, dass die Hauptstadtregierung die Schließung der Einschienenbahn plante. Grund für diese Entscheidung waren die hohen Betriebskosten und die mangelnde Zukunftsaussichten dieser Transportart. Nachdem die Fahrgastzahlen Anfang 2025 auf unter 2.000 Passagiere täglich gefallen waren, haben die Moskauer Behörden den Plan zur möglichen Schließung des Systems erneut aufgegriffen. Über die Zukunft der Einschienenbahn wurde im Juni auf der Website „Активный гражданин“ (auf Deutsch Aktive Bürger) abgestimmt. Der Bevölkerung der Hauptstadt wurden zwei Optionen angeboten: die Einschienenbahn in ihrer jetzigen Form zu erhalten oder einen ganzjährigen Park in der Höhe zu schaffen. Am 24. Juni 2025 gab der Moskauer Bürgermeister Sergei Semjonowitsch Sobjanin bekannt, dass eine deutliche Mehrheit der Stimmen (71 Prozent) für die Schaffung eines Parks auf der Höhe seien. Am 27. Juni 2025 wurde daraufhin der Betrieb der Einschienenbahn offiziell eingestellt.

## Fotogalerie

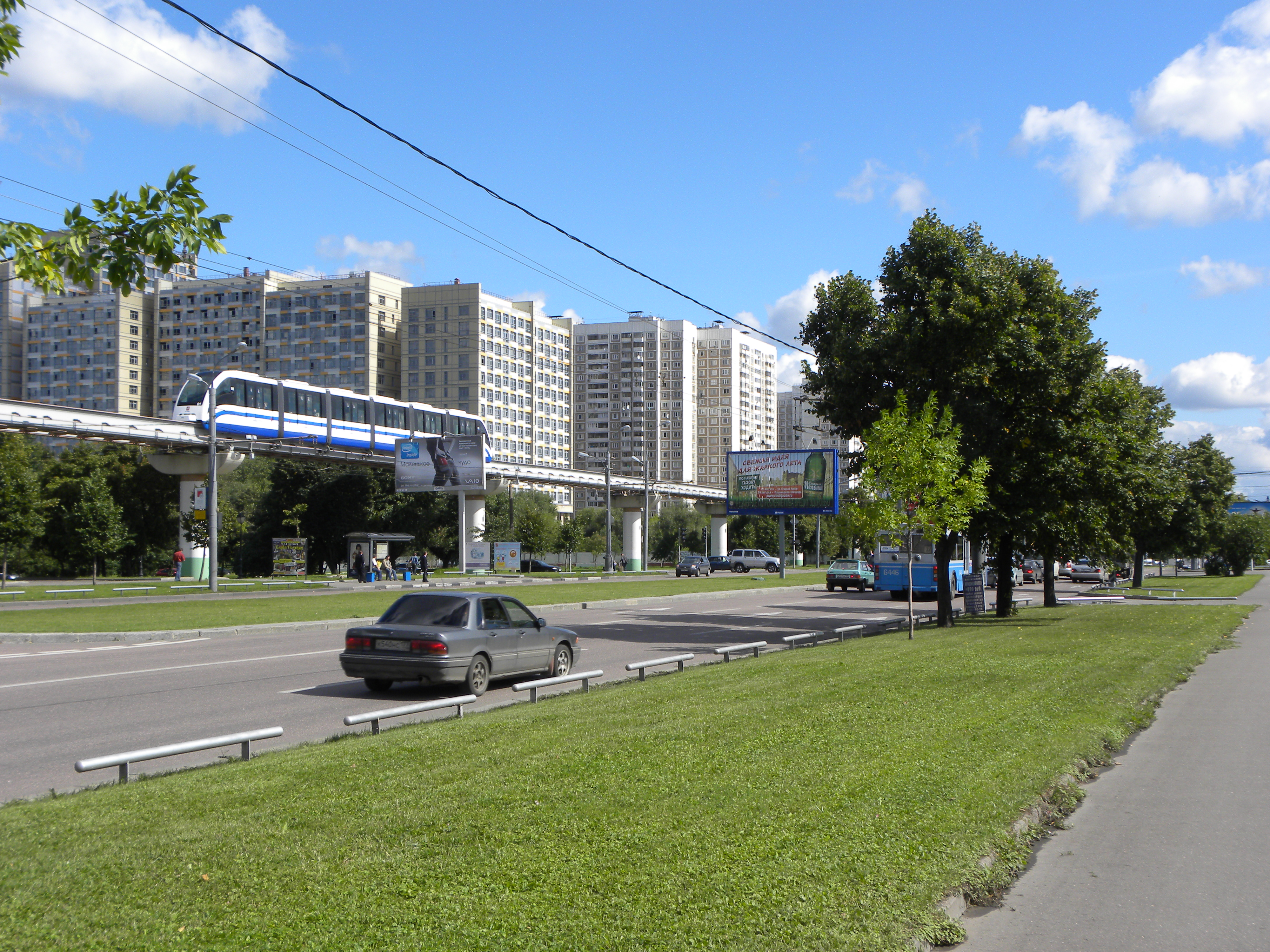
Die Monorail im Moskauer Stadtbild (ul. Akademika Koroljowa, nahe Station Telezentr)
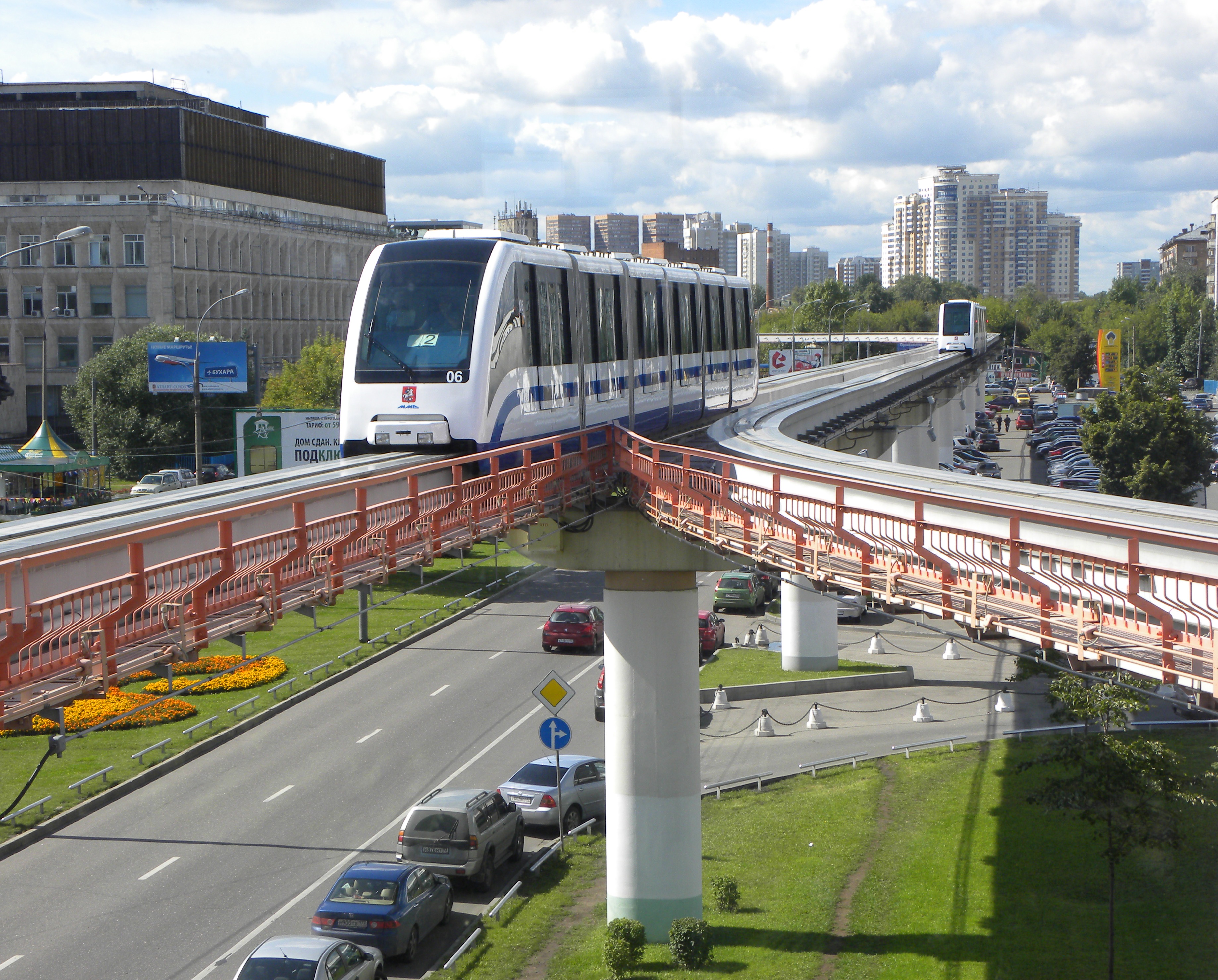
Einfahrt in Station Telezentr
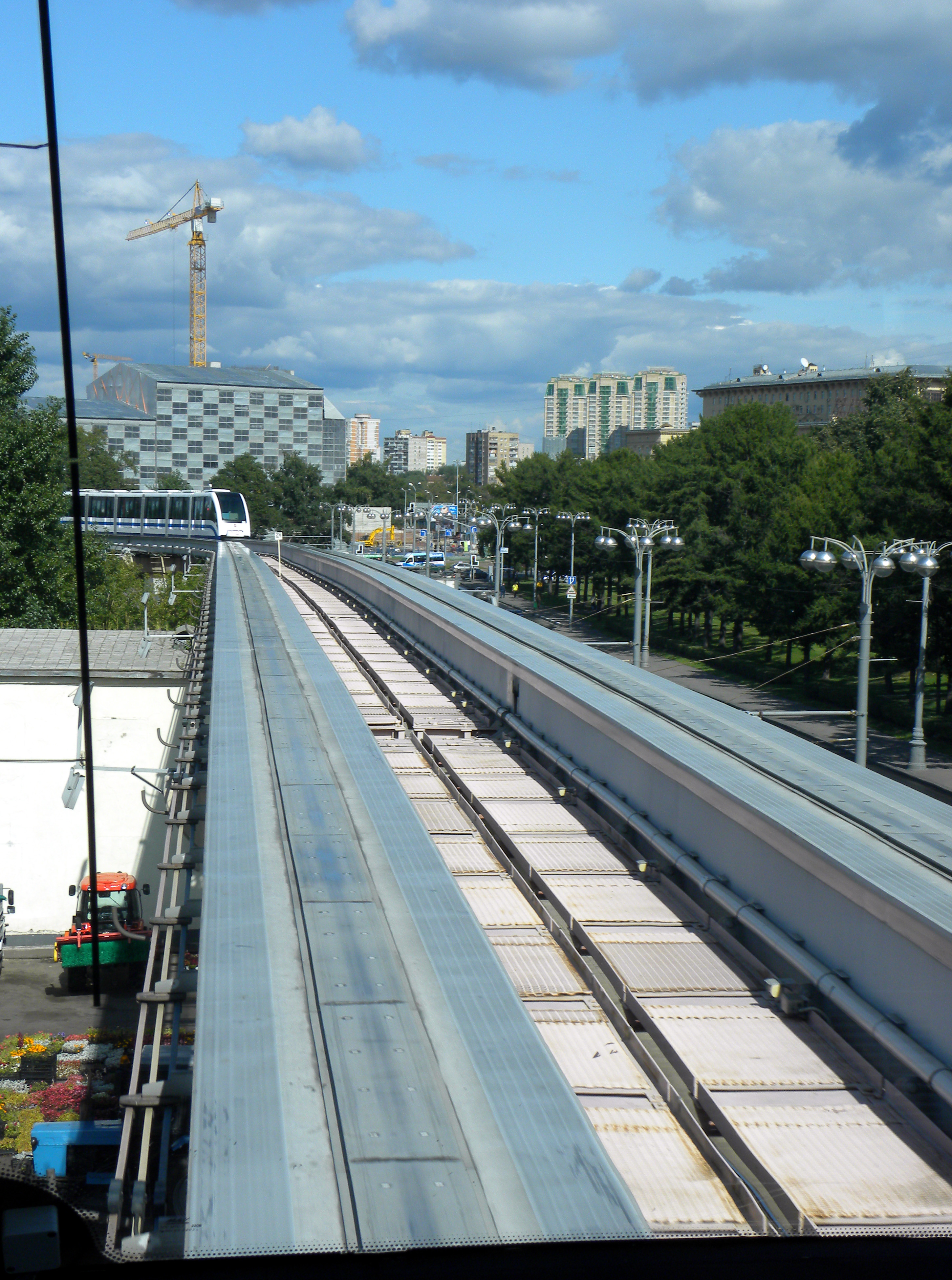
Schienenanlage der Monorail (Blick aus dem Rückfenster eines fahrenden Zuges)
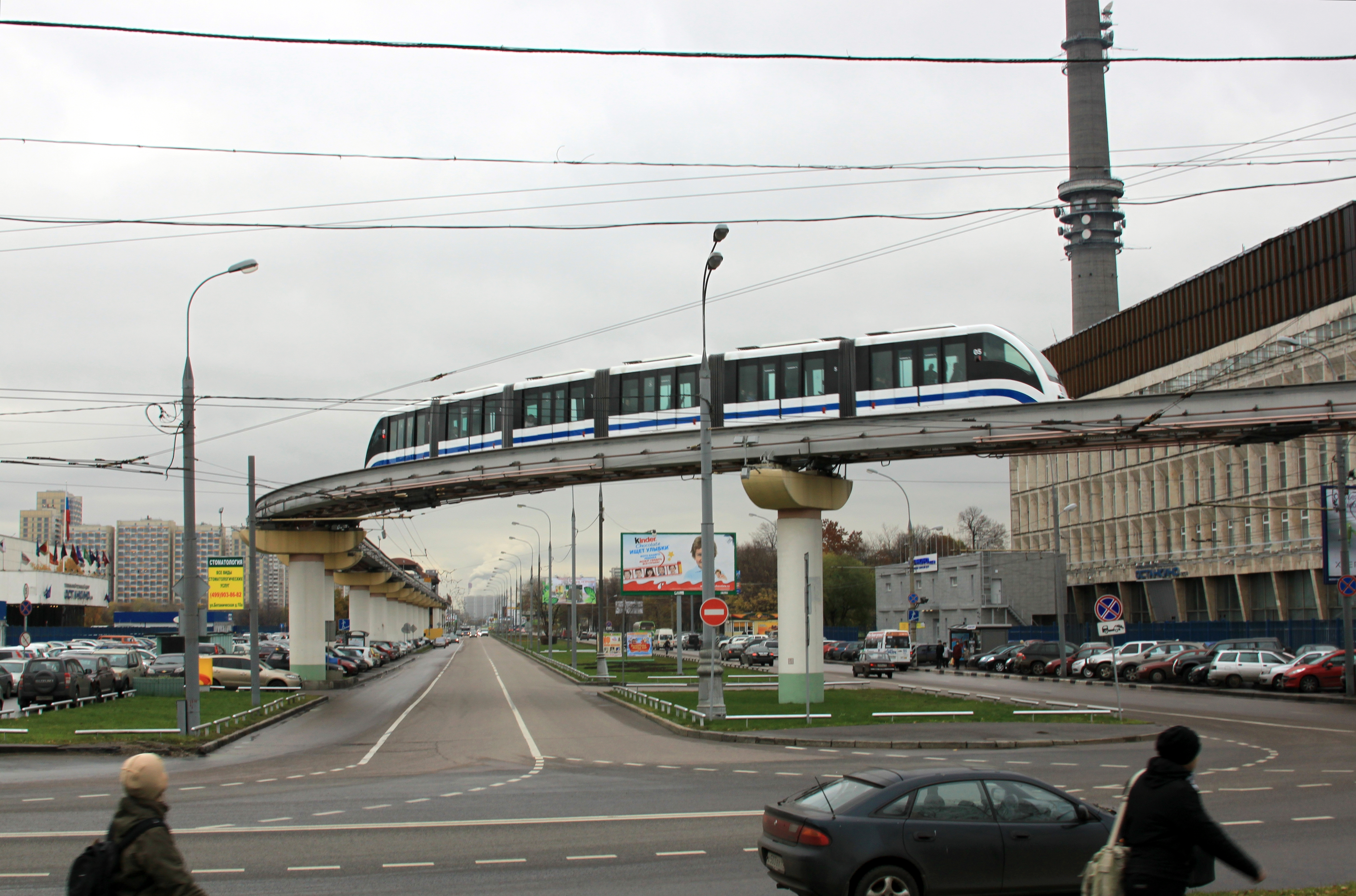
Die Monorail im Moskauer Stadtbild (ul. Akademika Koroljowa, nahe Station Telezentr) 2011
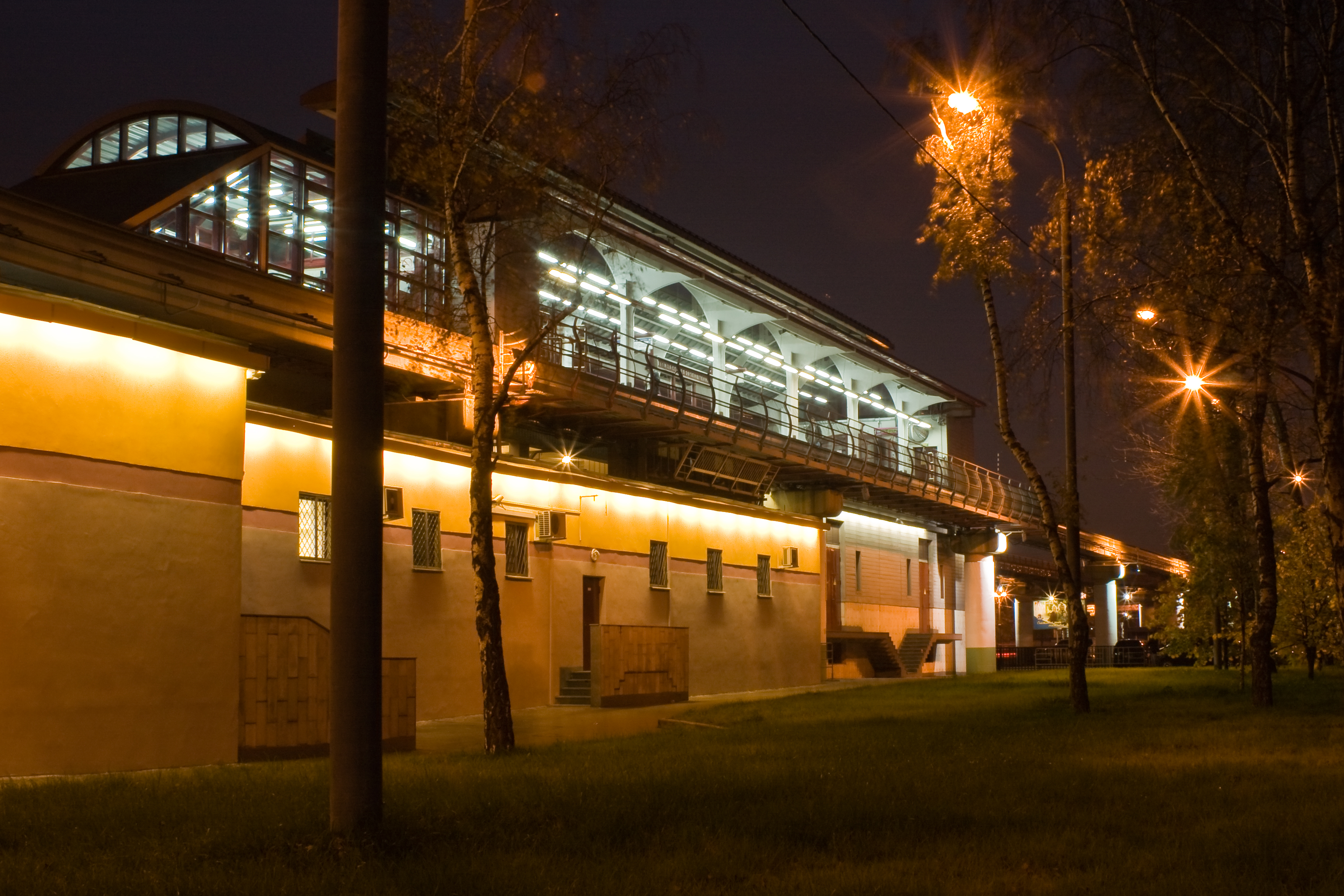
Straßenansicht der Station Uliza Sergeja Eisensteina
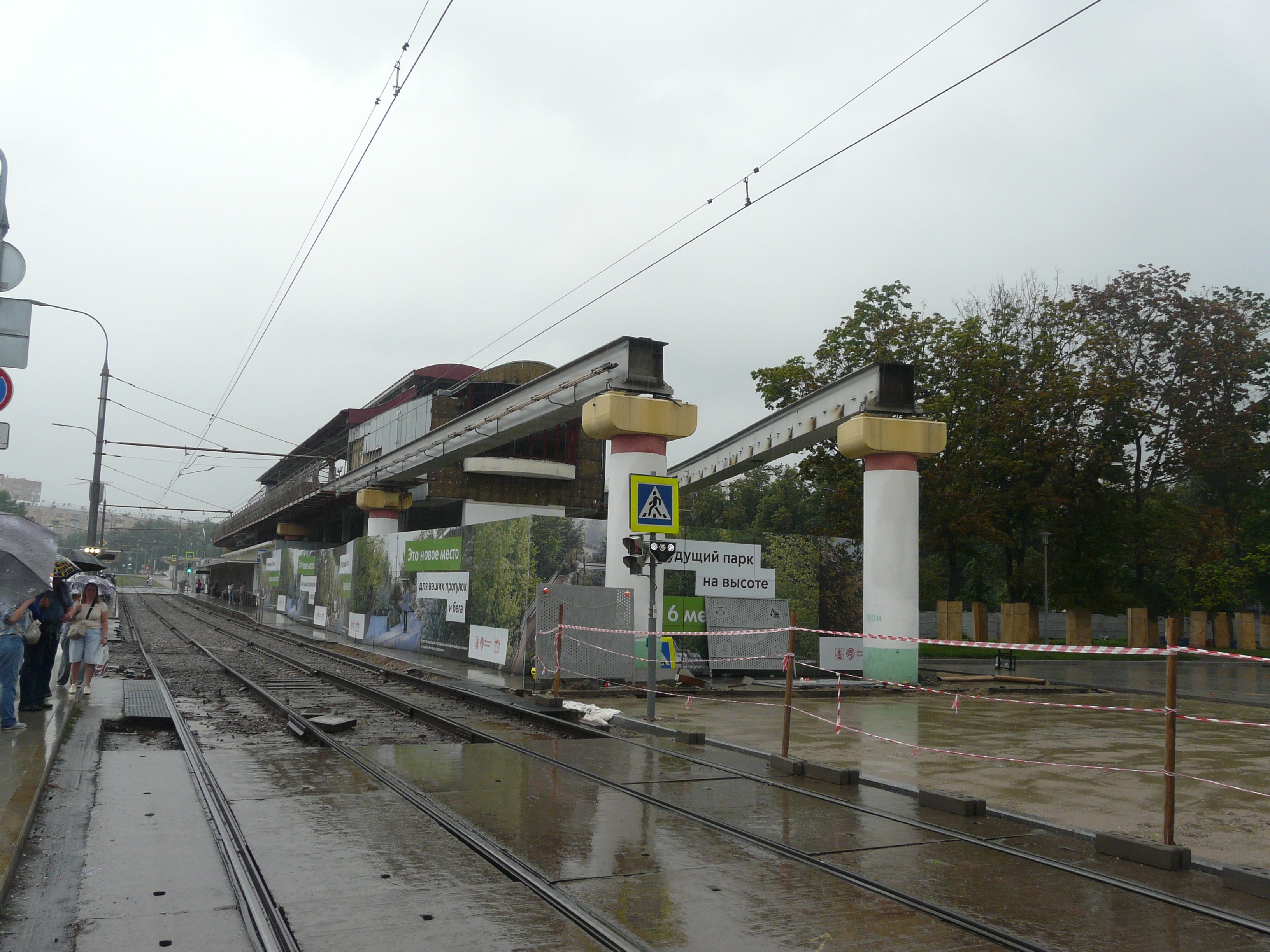
Abriss der Station Wystawotschny Zentr